# کمربند شکارچی

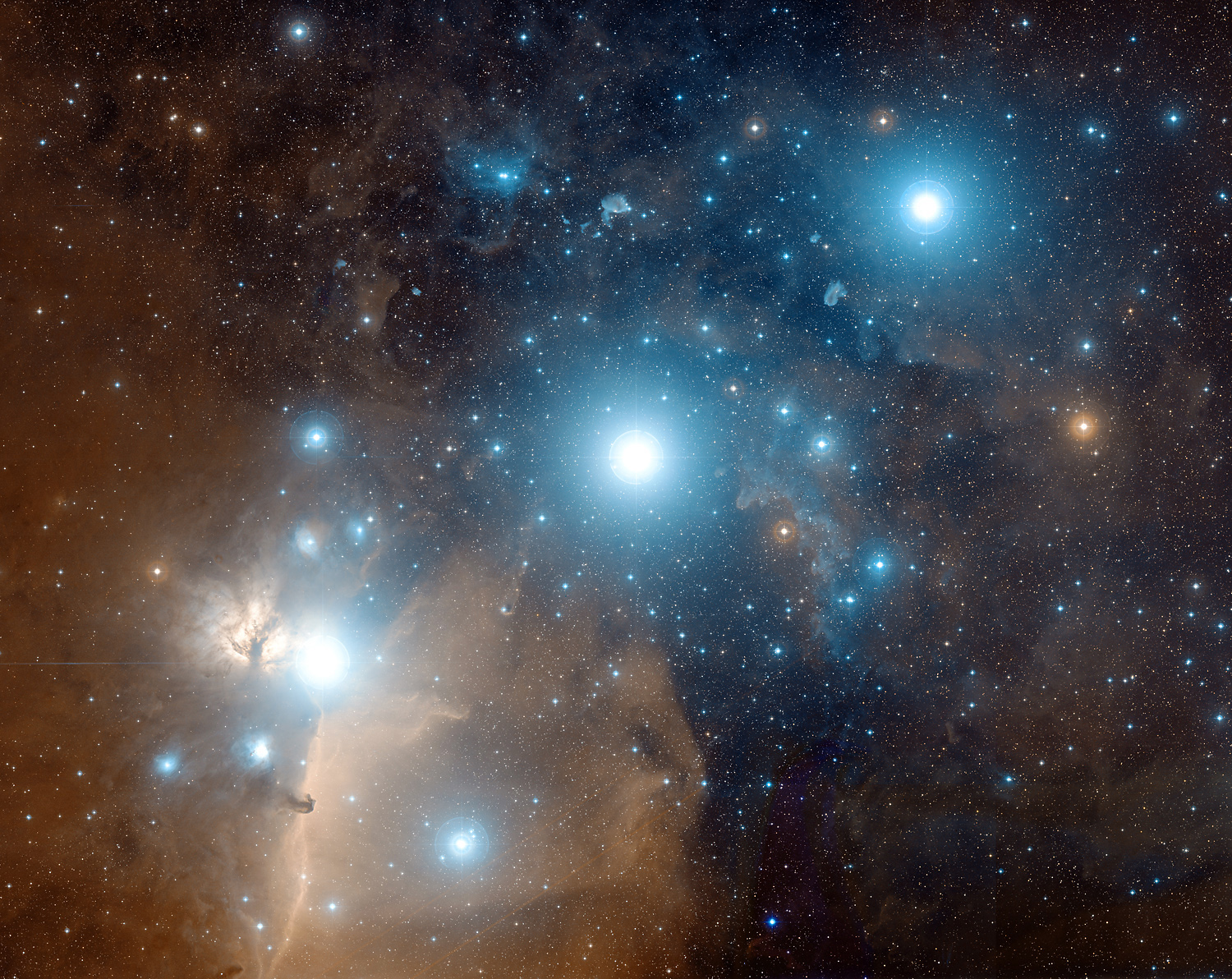
کمربند شکارچی

کمربند شکارچی یا کمربند جبار یک صورتک در صورت فلکی شکارچی است. و شامل سه ستاره پرنور است: نطاق(ζ Ori یا زتا شکارچی)، نظام(ε Ori یا اپسیلون شکارچی) و منطقه (δ Ori یا دلتا شکارچی). نطاق ۸۰۰ سال نوری از زمین فاصله دارد و در نور فرابنفش قوی است. درخشندگی نطاق صدهزار برابر خورشید است. نظام ۱۳۴۰ سال نوری از زمین فاصله دارد و قدر ظاهری آن ۱٫۷۰ است و با احتساب نور فرابنفش تابشی از این ستاره درخشندگی‌اش ۳۷۵٬۰۰۰ برابر درخشندگی خورشید است منطقه ۹۱۵ سال نوری فاصله داشته و با قدر ظاهری ۲٫۲۱ تابش می‌کند. درخشندگی‌اش ۹۰٬۰۰۰ برابر درخشندگی خورشید است. منطقه یک ستاره دوتایی است و به دور جفتش هر ۵٫۷۳ روز می‌چرخند. این کمربند آسانترین راه برای پیدا کردن صورت فلکی شکارچی در آسمان است. در نیمکره شمالی در ژانویه و در ساعت ۹:۰۰ شب در بهترین حالت رصدی قرار می‌گیرد.
سحابی شکارچی در جنوب این کمربند قرار دارد.

## نگارخانه

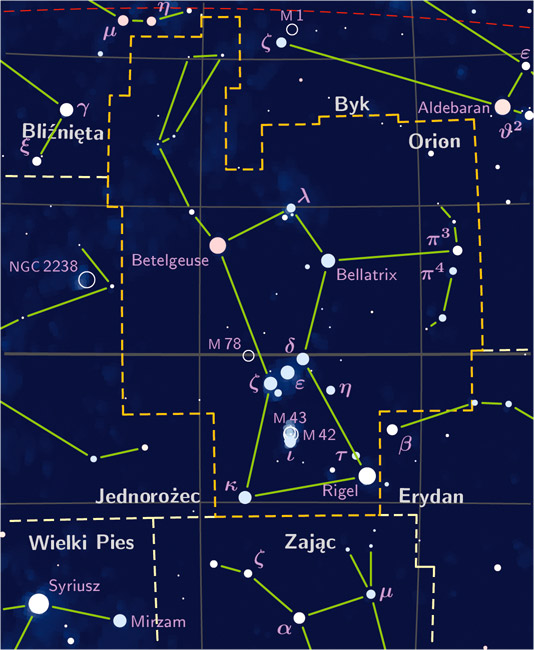
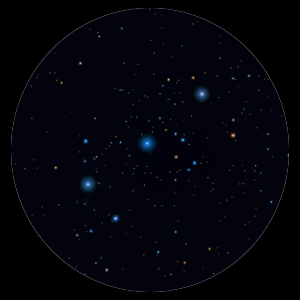